# Avatha modesta
Avatha modesta là một loài bướm đêm trong họ Erebidae.